# Garumner

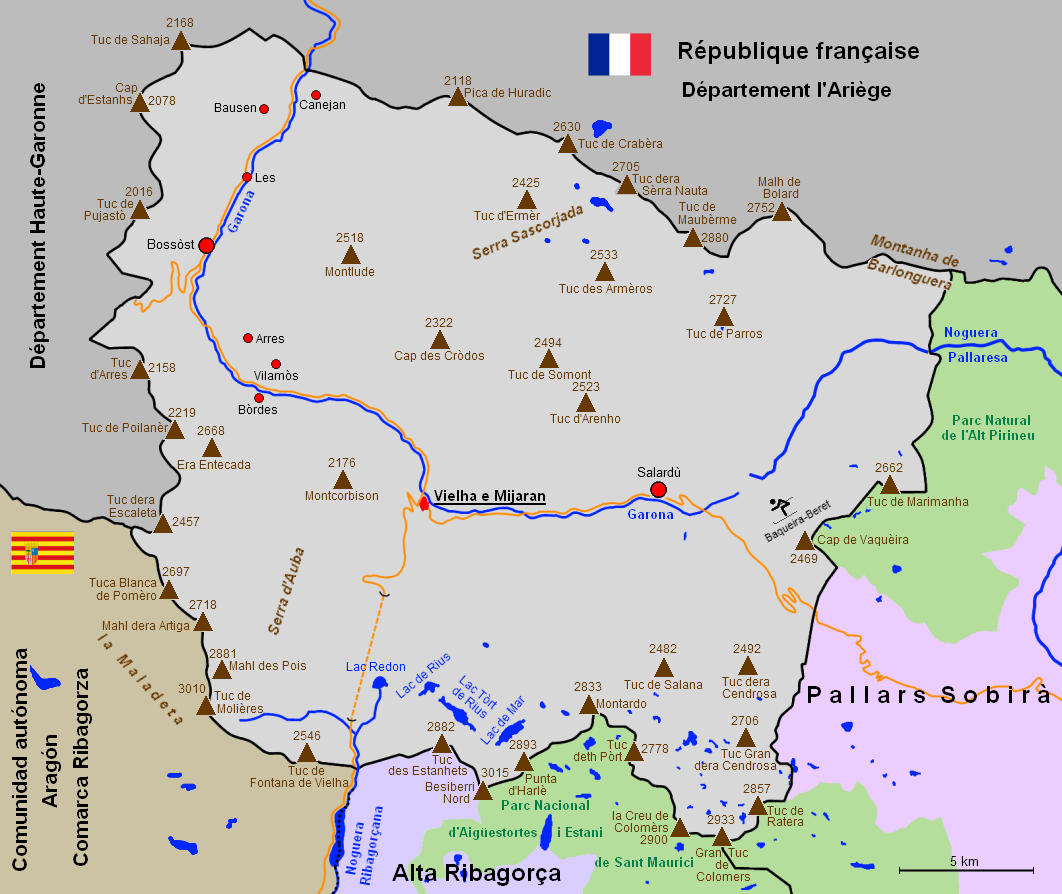
Salardú im Val d’Aran (Bildmitte)

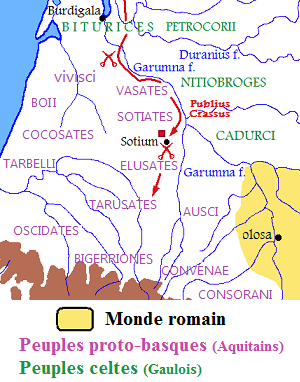
Feldzug in Aquitanien 56 v. Chr.

Die Garumner oder Garunner (lateinisch Garumni, auch Garunni) waren ein vermutlich keltischer Stamm, dessen Wohnsitz in der späteren römischen Provinz Gallia Aquitania lag. Ihr Wohnsitz war vermutlich im Val d’Aran, dem Hochtal der Garumna (Garonne), die ihren Namen von den Garumnern herleitet, ihr Hauptort dürfte Salardunum (das heutige Salardú, ein Ortsteil von Naut Aran in der spanischen Provinz Lleida) gewesen sein. Manche Autoren vermuten ihren Wohnort allerdings auch in der historischen Grafschaft Bénauges (heute im Département Gironde) und nehmen an, sie wären ein Unterstamm der Vasaten gewesen.
Ein Zusammenhang mit der im gesamten römischen Reich berühmten würzigen Fischsauce garum ist trotz der Namensgleichheit eher nicht vorhanden – diese wurde hauptsächlich in der Baetica (heute Andalusien) und Aremorica (heute Normandie und Bretagne) hergestellt.
Im gallischen Krieg marschierte ein Unterfeldherr Caesars, der Legat Publius Licinius Crassus, im Jahr 56 v. Chr. in Aquitanien (der späteren römischen Provinz Novempopulana) ein. Nach einigen Siegen der Römer ergaben sich die meisten aquitanischen Stämme; namentlich genannt werden die Tarbeller, Bigerrionen, Ptianier, Vasaten (auch Vocaten), Tarusaten, Elusaten, Gater, Auscer, Garumner, Sibulaten und Cocosaten. Ob die Namen, auch jener der Garumni, eindeutig keltisch sind, kann nicht mit Sicherheit angegeben werden. Manche werden von einigen neuzeitlichen Autoren zu den Keltiberern gerechnet.